# Đo điện phân cực kích thích hố khoan
Đo điện phân cực kích thích hố khoan (Induced polarization log) là thành phần của Địa vật lý hố khoan, thực hiện theo cơ sở lý thuyết của Thăm dò điện phân cực kích thích, bố trí hệ cực đo trong đầu thu ở hố khoan, nhằm thu được thông tin độ nạp (Chargeability) của đất đá. Kết quả được dùng cho đánh giá bản chất và mức độ triển vọng của đối tượng tìm kiếm ở các tầng đất đá quan tâm.
Nó được ứng dụng cho hố khoan không quá sâu trong tìm kiếm khoáng sản có tính oxy hóa cao như pyrit, graphit, galena, bornit, magnetit, đồng chì kẽm,..., và đánh giá mức chứa sét của đất đá trong tìm kiếm nước, địa chất thủy văn, địa chất công trình.

## Phương pháp thực hiện
Đo đạc thực hiện bằng đầu đo phân cực kích thích. Ví dụ đầu đo Mount Sopris QL40-IP Induced Polarization. Đầu này đo đồng thời điện trở suất theo phân bố cực 8-16-32-64", độ nạp tại cực 16" và 64" với 10 cửa sổ, điện trường thiên nhiên (SP) và trở tiếp địa (SPR) tại cực phát A.